# Theta nigrum

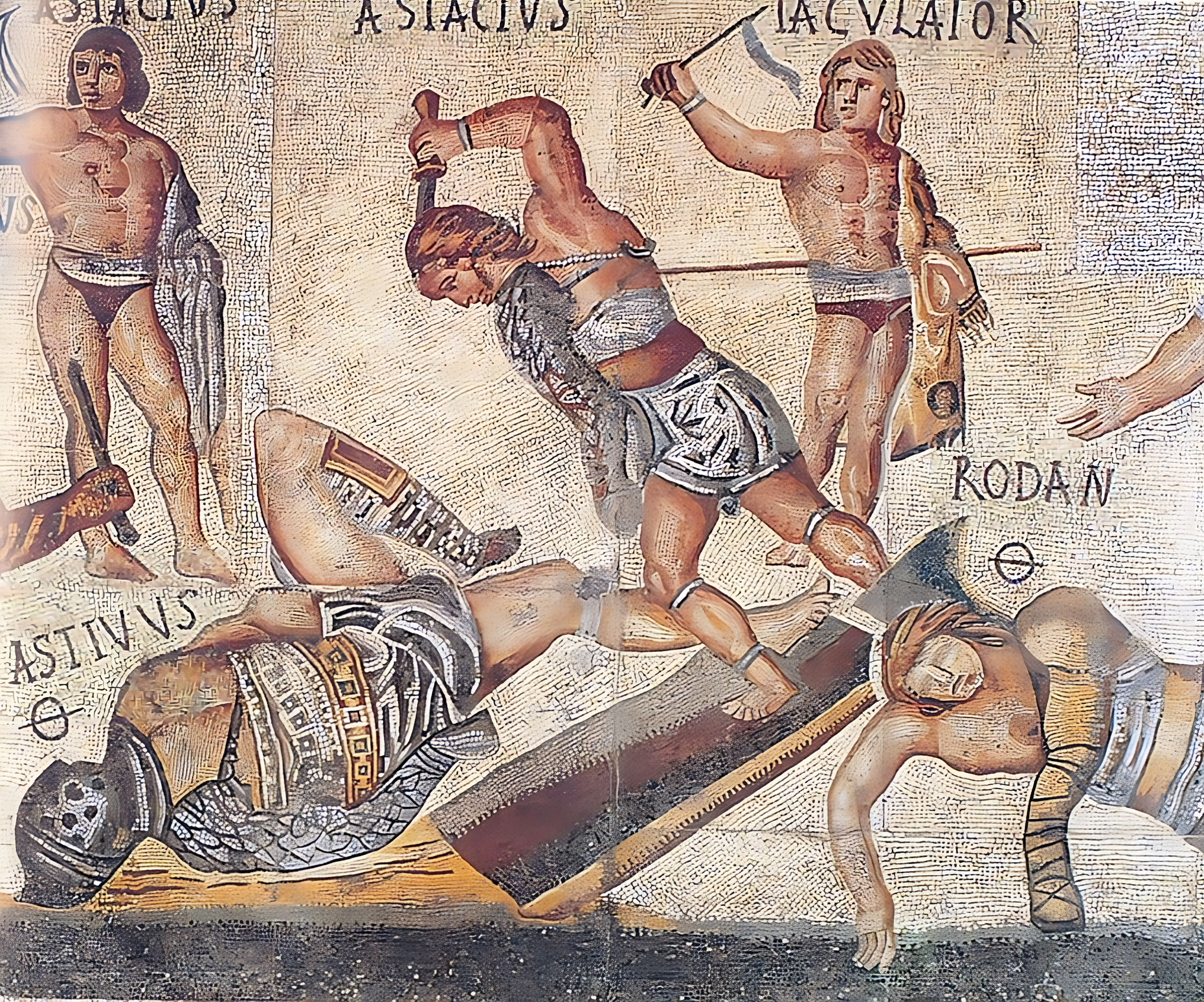
Römisches Gladiatoren-Mosaik. Die beiden am Boden liegenden Gladiatoren Astivus und Rodan sind durch ein Theta nigrum als Tote gekennzeichnet.

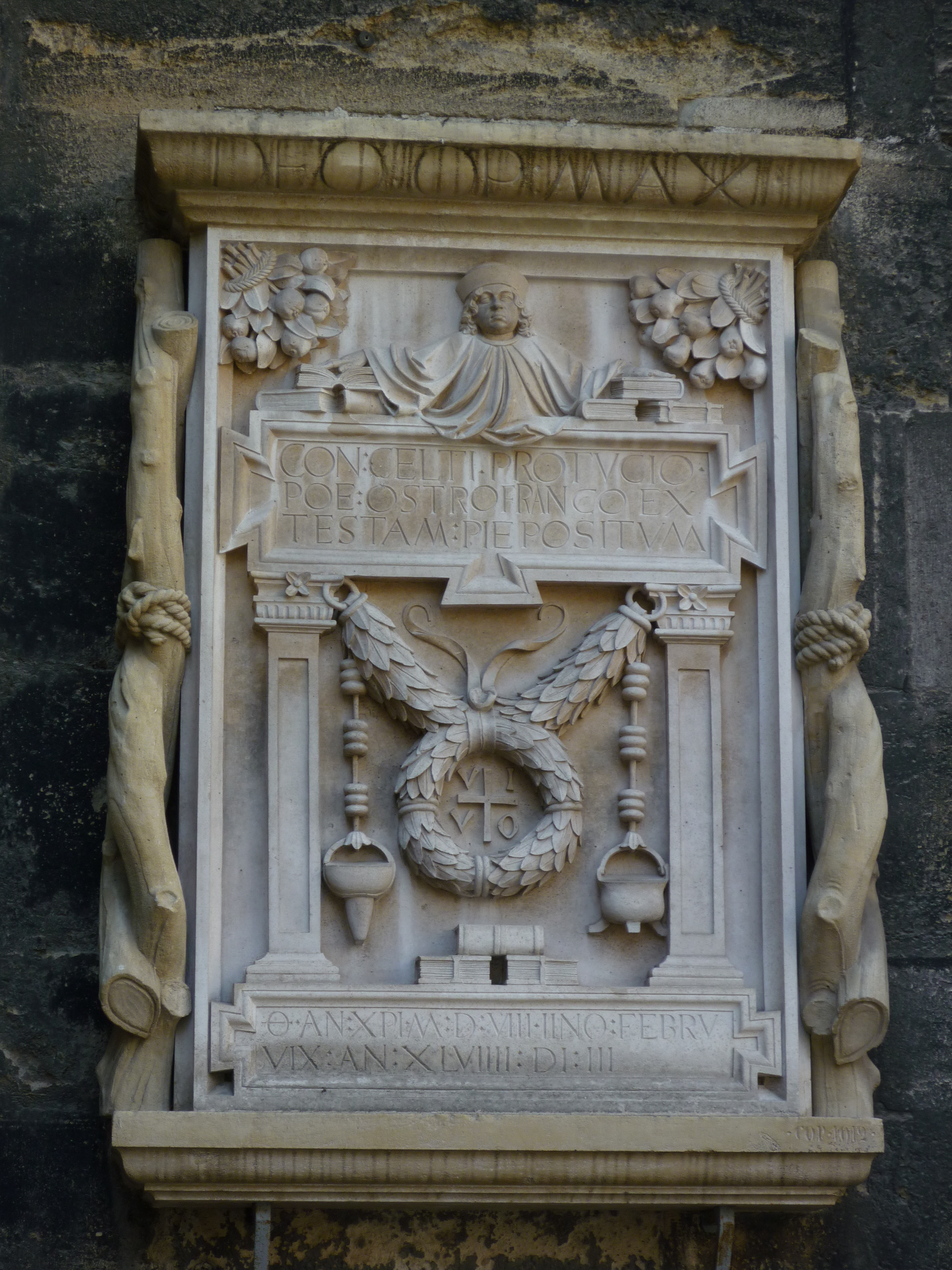
Epitaph für Conrad Celtis im Wiener Stephansdom. Die Zeile unten zum Todesdatum und Sterbealter wird durch ein Theta nigrum eingeleitet.

Das Theta nigrum (lateinisch für schwarzes Theta) ist ein in griechischen und lateinischen Texten und Inschriften verwendetes Todessymbol. Es besteht aus einem Kreis, der mittig von einer waagerechten Linie durchkreuzt wird, und ähnelt damit der Majuskel Θ (Theta) des griechischen Alphabets. In griechischen Texten wird es als Abkürzung für griechisch θάνατος (thanatos, „Tod“) aufgefasst, in lateinischen Texten als Abkürzung von lateinisch obiit „starb“ gelesen. Den Namen theta nigrum (schwarzes Theta) hat es nach einer Zeile des römischen Dichters Persius et potius est nigrum praefigere vitium theta (Persius, 4, 13). Der römische Dichter Juvenal nennt es in seinen Dichtungen theta infelix (unglückliches Theta) O multum ante alias infelix litera Theta (Juvenal, Sat, 4).

## Verwendung
Über die Herkunft des Zeichens lässt sich keine Klarheit mehr gewinnen. Es erscheint vor der Zeitenwende auf griechischen Vasen und nach der Zeitenwende häufiger in römischen Texten und Inschriften (Memoriensteinen), auch mit schrägem Balken ähnlich den Zeichen Ø, ∅ oder ø. Der römische Dichter Persius schrieb poetisch nigrum praefigere theta („ein schwarzes Theta voransetzen“) für ein Todesurteil; dasselbe bezeichnete der römische Dichter Juvenal mit der infelix litera Theta, dem „unheilvollen Buchstaben Theta“. In neulateinischen Texten und Biografien wird es als Todessymbol bis weit in die Frühe Neuzeit hinein verwendet. Bekanntere Beispiele der Verwendung sind Grabmale, etwa das Epitaph für Conrad Celtis († 1508) im Wiener Stephansdom, oder die gedruckten Biographien Melchior Adams († 1622).

## Deutung
Die Gelehrten stimmen darin überein, dass das Zeichen ein Todeszeichen ist, so die Deutung in Corpus Inscriptionum Latinarum (CIL), bei dem Latinisten Du Cange, bei dem Hebraisten William Robertson oder in der Ausgabe der Werke von Giraldus Cambrensis. Ob es von griechisch θάνατος (thanatos, „Tod“) oder aus anderer Tradition stammt, lässt sich nicht mehr mit Sicherheit beantworten. Die Lesung lateinisch obiit „starb“ ist wohl jünger und nicht der Ausgangspunkt.

## Darstellung in Druckwerken und Computersystemen
In Druckwerken wird das Zeichen häufig durch die Majuskel Θ des griechischen Alphabets wiedergegeben.
In Unicode werden die Zeichen Θ (U+0398 greek capital letter theta), ϴ (U+03F4 greek capital theta symbol) und Ꝋ (U+A74A latin capital letter o with long stroke overlay) unterschieden. Hier kann das Theta nigrum am genauesten durch das letztgenannte Unicodezeichen wiedergegeben werden, da nur bei diesem der Querstrich stets über den Kreis hinausragt.

## Belege
1. ↑  CIL 1, indices, p.613 (litterae singulares)
2. ↑  « Th » (par C. du Cange, 1678), dans du Cange et al., Glossarium mediae et infimae latinitatis, éd. augm., Niort : L. Favre, 1883–1887, t. 8, col. 092b. Online
3. ↑  William Robertson: A Dictionary of Latin Phrases: Comprehending a Methodical Digest of the Various Phrases from the Best Authors, London 1824, p. 229. Online
4. ↑  J. S. Brewer, James F. Dimock, George F. Warner: Giraldi Cambrensis Opera, Cambridge University Press, 2012, ISBN 978-1-108-04297-0, Glossary, p. 260 Online